# Moraveč
Moraveč är en ort i Tjeckien.   Den ligger i regionen Vysočina, i den centrala delen av landet, 90 km sydost om huvudstaden Prag. Moraveč ligger 581 meter över havet och antalet invånare är 206.
Terrängen runt Moraveč är lite kuperad, och sluttar norrut. Runt Moraveč är det ganska glesbefolkat, med 45 invånare per kvadratkilometer. Närmaste större samhälle är Pelhřimov, 10,9 km öster om Moraveč. Omgivningarna runt Moraveč är en mosaik av jordbruksmark och naturlig växtlighet.